# Peter Postbrug
De Peter Postbrug (brug 2162) is een bouwkundig kunstwerk in Amsterdam Nieuw-West.
De wijk Laan van Spartaan, waarin deze brug ligt, werd ingericht in de jaren nul van de 21e eeuw. Sportvelden, ooit gelegen aan de rand van de stad, kwamen steeds meer in bebouwing te liggen en Amsterdam had ruimte nodig voor woningen. Er kwam een nieuwe wijk en nieuwe afwateringsgeulen. Een doorsnijdt daarbij de nieuwe wijk. Het stadsdeel Nieuw-West verzocht aan ipv Delft een drietal bruggen te ontwerpen, die paste in het straatontwerp van de gehele wijk. De bruggen liggen parallel aan elkaar. Twee ervan zijn verkeersbruggen, daartussen ligt een voetbrug. In 2011 werden het drietal opgeleverd. De overspanning is daarbij van beton, net als de paalfundering. Enige luxe uitstraling is te vinden in de randliggers. De drie vrijwel identieke bruggen worden afgesloten met metalen hekwerken; verschil zit in de hekwerken van verkeersbruggen en voetbrug, maar is nauwelijks zichtbaar. De voetbrug is daarbij net iets korter. Brug 2162 kwam te liggen in de Gerrie Knetemannlaan over de gracht lopend langs de Fanny Blankers-Koenlaan. Straten en pleinen etc. kregen namen van sporters mee.
De brug ging sinds oplevering naamloos door het leven. De gemeente Amsterdam vroeg in 2016 aan de Amsterdamse bevolking om mogelijke namen voor dergelijke bruggen. Een voorstel deze brug te vernoemen naar wielrenner en ploegleider Peter Post werd in april 2020 goedgekeurd en als zodanig opgenomen in de Basisregistraties Adressen en Gebouwen (BAG). Bijkomend verhaal: Gerrie Knetemann fietste van 1975 tot 1983 in de ploeg(-en) onder leiding van Peter Post.
In een ander deel (Geuzenveld) van de stad kent Amsterdam een Pieter Postpad en Pieter Postsingel, vernoemd naar de architect Pieter Post. 
2100 · 2102 · 2103 · 2105 · 2106 · 2107 · 2108 · 2109 · 2110 · 2111 · 2112 · 2113 · 2114 · 2115 · 2120 · 2121 · 2125 · 2127 · 2128 · 2129 · 2130 · 2131 · 2132 · 2133 · 2134 · 2135 · 2136 · 2137 · 2138 · 2139 · 2140 · 2141 · 2142 · 2143 · 2144 · 2145 · 2146 · 2147 · 2148 · 2149 · 2150 · 2151 · 2152 · 2153 · 2154 · 2155 · 2156 · 2157 · 2158 · 2159 · 2160 · 2161 · 2162 · 2163 · 2164 · 2165 · 2166 · 2167 · 2168 · 2169 · 2170 · 2171 · 2172 · 2173 · 2174 · 2175 · 2176 · 2178 · 2179 · 2180 · 2181 · 2182 · 2183 · 2184 · 2185 · 2186 · 2188 · 2189 · 2190 · 2191 · 2192 · 2193 · 2194 · 2195 · 2196 · 2197 · 2198 · 2199
Overige brugnummers zijn niet (meer) vergeven, behalve brug 2177, een verdwenen brug in Park Frankendael.